# Lambda2 Sculptoris
Lambda2 Sculptoris (λ2 Sculptoris, förkortat Lambda2 Scl, λ2 Scl) som är stjärnans Bayerbeteckning, är en ensam stjärna belägen i den södra delen av stjärnbilden Bildhuggaren. Den har en kombinerad skenbar magnitud på 5,90 och är svagt synlig för blotta ögat där ljusföroreningar ej förekommer. Baserat på parallaxmätning inom Hipparcosuppdraget på ca 9,6 mas, beräknas den befinna sig på ett avstånd på ca 340 ljusår (ca 104 parsek) från solen. Den har en relativt stor egenrörelse, och förflyttar sig ± 0,015 bågsekunder per år över himlen.

## Egenskaper
Lambda2 Sculptoris är en orange till röd jättestjärna av spektralklass K1 III och är en utvecklad röd klumpjätte, som för närvarande befinner sig på den horisontella grenen och genererar energi genom fusion av helium i dess kärna. Den har en massa som är ca 50 procent större än solens massa, en radie som är ca 14 gånger större än solens och utsänder från dess fotosfär ca 63 gånger mera energi än solen vid en effektiv temperatur på ca 4 530 K.